# Jan Willem van de Mortel (1795-1863)

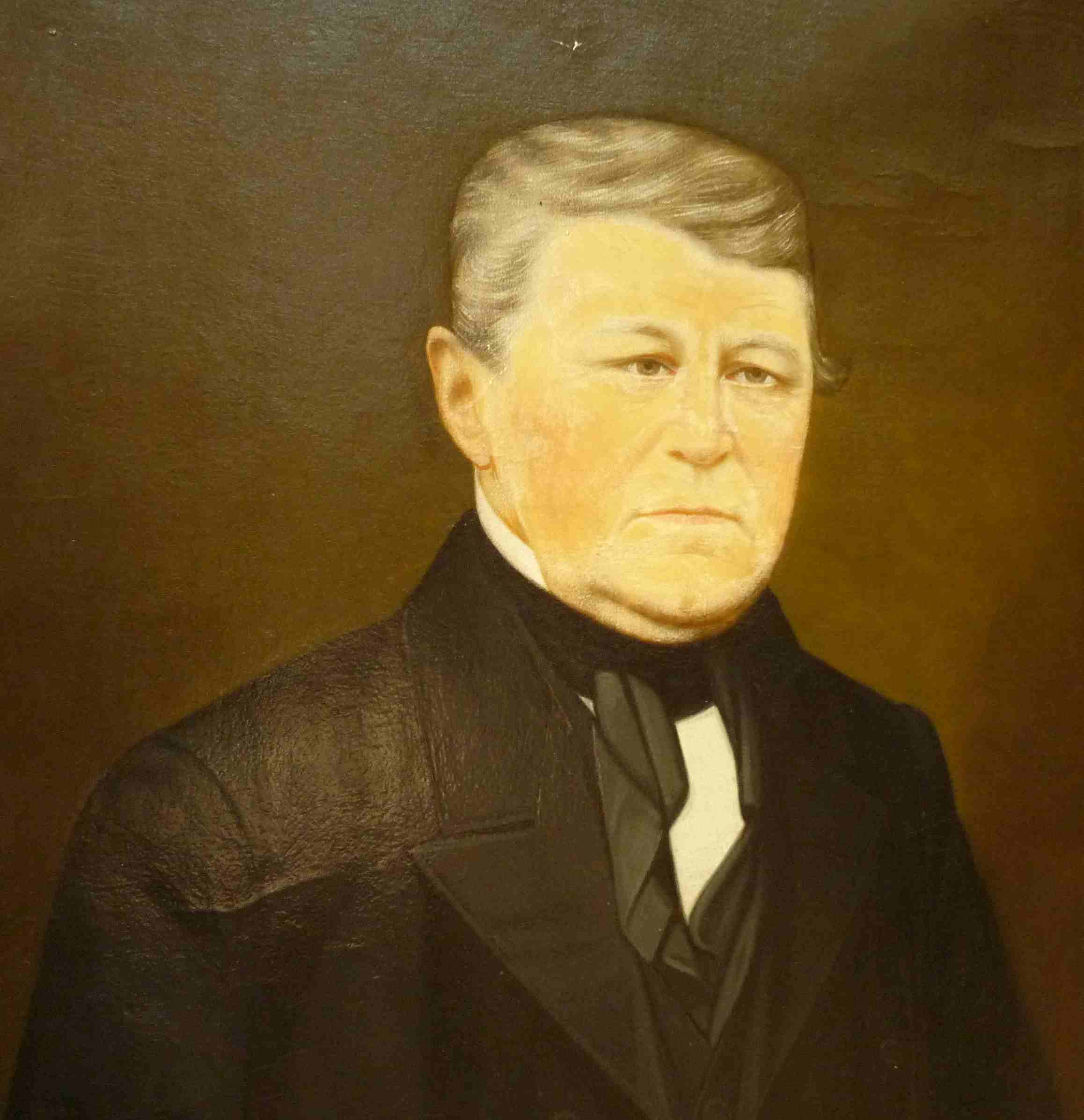
Portret van Jan Willem van de Mortel

Joannes Wilhelmus (Jan Willem) van de Mortel (Deurne, 30 december 1795 - 15 februari 1863) was een Nederlands burgemeester en linnenfabrikant.
Van de Mortel werd geboren als zoon van Jan Willem van de Mortel, de toenmalige schout van Deurne (de functionele voorloper van de burgemeester), en de Riethovense Helena van Lieshout. 
Hij nam later het damast- en pellenfabriek/weverij over van zijn vader. Jan Willem volgde in 1850 Gerrit van Riet op als burgemeester, en trad in 1854 alweer af ten behoeve van zijn neef Hendrik van Baar, die eerder al gemeentesecretaris was.